# Nemomydas senilis
Nemomydas senilis är en tvåvingeart som först beskrevs av John Obadiah Westwood 1841.  Nemomydas senilis ingår i släktet Nemomydas och familjen Mydidae. Inga underarter finns listade i Catalogue of Life.